# Championnats du monde de patinage de vitesse sur piste courte 2025
Navigation
Rotterdam 2024 Séoul 2027
Les Championnats du monde de patinage de vitesse sur piste courte 2024 se déroulent à Pékin en Chine du 14 au 16 mars 2025. L'événement est organisé par l'Union internationale de patinage (ISU).
Il y a neuf épreuves au total : quatre pour les hommes et quatre pour les femmes. Les différentes distances sont le 500 mètres, le 1 000 mètres, le 1 500 mètres et le relais de 3 000 mètres (5 000 mètres pour les hommes). Une épreuve de relais mixte sur 2 000 mètres vient compléter le programme.

## Nations
- Allemagne (4)
- Australie (3)
- Autriche (3)
- Belgique (9)
- Bosnie-Herzégovine (1)
- Bulgarie (4)
- Canada (12)
- Chine (12)
- Corée du Sud (16)
- Croatie (2)
- États-Unis (15)
- France (4)
- Royaume-Uni (6)
- Hong Kong (2)
- Hongrie (8)
- Irlande (1)
- Italie (12)
- Japon (12)
- Kazakhstan (10)
- Lettonie (2)
- Luxembourg (1)
- Mongolie (3)
- Norvège (3)
- Nouvelle-Zélande (2)
- Ouzbékistan (1)
- Pays-Bas (16)
- Pologne (10)
- Singapour (2)
- Slovénie (1)
- Serbie (1)
- Slovaquie (2)
- Tchéquie (3)
- Taipei chinois (2)
- Thaïlande (2)
- Turquie (4)
- Ukraine (8)

## Palmarès

### Résultats
| Épreuves             | Or | Or             | Argent | Argent         | Bronze                                                                                                 | Bronze         |
| -------------------- | --- | -------------- | --- | -------------- | --- | -------------- |
| Hommes               | |                | |                | |                |
| 500 m                | Steven Dubois                                                                                            | 40 s 008       | Denis Nikisha | 40 s 096       | Jens van 't Wout                                                                                       | 40 s 163       |
| 1 000 m              | Steven Dubois                                                                                            | 1 min 23 s 348 | William Dandjinou                                                                                                | 1 min 23 s 352 | Pietro Sighel                                                                                          | 1 min 23 s 417 |
| 1 500 m              | William Dandjinou                                                                                        | 2 min 15 s 064 | Stijn Desmet | 2 min 15 s 176 | Shaoang Liu                                                                                            | 2 min 15 s 871 |
| 3 000 m relais       | Canada- William Dandjinou - Steven Dubois - Maxime Laoun - Félix Roussel - Jordan Pierre-Gilles          | 6 min 41 s 271 | Chine- Li Wenlong - Liu Guanyi - Shaoang Liu - Sun Long - Shaolin Sándor Liu                                     | 6 min 41 s 840 | Corée du Sud- Jang Sung-woo - Kin Gun-woo - Lee Jung-su - Park Ji-won - Seo Yi-ra                      | 6 min 41 s 891 |
| Femmes               | |                | |                | |                |
| 500 m                | Xandra Velzeboer                                                                                         | 42 s 132       | Rikki Doak | 42 s 286       | Natalia Maliszewska                                                                                    | 42 s 561       |
| 1 000 m              | Hanne Desmet                                                                                             | 1 min 28 s 641 | Courtney Sarault                                                                                                 | 1 min 28 s 929 | Xandra Velzeboer                                                                                       | 1 min 28 s 991 |
| 1 500 m              | Choi Min-jeong                                                                                           | 2 min 27 s 136 | Courtney Sarault                                                                                                 | 2 min 27 s 194 | Kim Gil-li                                                                                             | 2 min 27 s 257 |
| 5 000 m relais       | Canada- Kim Boutin - Florence Brunelle - Rikki Doak - Courtney Sarault                                   | 4 min 9 s 254  | Pologne- Natalia Maliszewska - Nikola Mazur - Kamila Stormowska - Gabriela Topolska                              | 4 min 9 s 321  | Pays-Bas- Zoë Deltrap - Diede van Oorschot - Michelle Velzeboer - Xandra Velzeboer                     | 4 min 9 s 392  |
| Mixte                | |                | |                | |                |
| 2 000 m relais mixte | Canada- Kim Boutin - Florence Brunelle - William Dandjinou - Steven Dubois - Danaé Blais - Félix Roussel | 2 min 36 s 232 | Italie- Chiara Betti - Gloria Ioriatti - Thomas Nadalini - Pietro Sighel - Elisa Confortola - Luca Spechenhauser | 2 min 36 s 619 | Pologne- Natalia Maliszewska - Michal Niewinski - Diané Sellier - Kamila Stormowska - Łukasz Kuczyński | 2 min 41 s 860 |

### Tableau des médailles
| Rang  | Nation       | Or | Argent | Bronze | Total |
| ----- | ------------ | -- | ------ | ------ | ----- |
| 1     | Canada       | 6  | 4      | 0      | 10    |
| 2     | Belgique     | 1  | 1      | 0      | 2     |
| 3     | Pays-Bas     | 1  | 0      | 3      | 4     |
| 4     | Corée du Sud | 1  | 0      | 2      | 3     |
| 5     | Pologne      | 0  | 1      | 2      | 3     |
| 6     | Chine        | 0  | 1      | 1      | 2     |
| 6     | Italie       | 0  | 1      | 1      | 2     |
| 8     | Kazakhstan   | 0  | 1      | 0      | 1     |
| Total | Total        | 9  | 9      | 9      | 27    |